# Number Ones (альбом ABBA)
Number Ones — альбом-компіляція шведського гурту ABBA, вийшов на лейблі Universal Music Group 2006 року. Цей альбом містить пісні, що стали хітами № 1 в більшості провідних хіт-парадів.
Обмежене видання включає додатковий диск з 12 бонусними треками, взятими з найуспішніших альбомів ABBA.
Британське видання включає пісні «Summer Night City» та «Ring Ring», які не стали, проте, хітами № 1 в цій країні.

## Список композицій (міжнародне видання)
1. «Gimme! Gimme! Gimme! (A Man After Midnight)»
2. «Mamma Mia»
3. «Dancing Queen»
4. «Super Trouper[en]»
5. «SOS»
6. «Summer Night City[en]»
7. «Money, Money, Money[en]»
8. «The Winner Takes It All»
9. «Chiquitita[en]»
10. «One Of Us[en]»
11. «Knowing Me, Knowing You[en]»
12. «Voulez-Vous[en]»
13. «Fernando[en]»
14. «Waterloo»
15. «The Name of the Game[en]»
16. «I Do, I Do, I Do, I Do, I Do»
17. «Take a Chance on Me[en]»
18. «I Have A Dream[en]»

## Список композицій (Велика Британія)
1. «Gimme! Gimme! Gimme! (A Man After Midnight)»
2. «Мамма Міа»
3. «Dancing Queen»
4. «Super Trouper[en]»
5. «SOS»
6. «Summer Night City[en] (extended)»
7. «Money, Money, Money[en]»
8. «The Winner Takes It All»
9. «Chiquitita[en]»
10. «One Of Us[en]»
11. «Knowing Me, Knowing You[en]»
12. «Voulez-Vous[en]»
13. «Fernando[en]»
14. «Waterloo»
15. «Ring Ring[en]»
16. «The Name of the Game[en]»
17. «I Do, I Do, I Do, I Do, I Do»
18. «Take a Chance on Me[en]»
19. «I Have A Dream[en]»

## Бонусні треки (видання Limited Edition)
1. «When I Kissed The Teacher»
2. «Hole In Your Soul»
3. «Dance (While The Music Still Goes On)»
4. «Me And I»
5. «The King Has Lost His Crown»
6. «Rock Me[en]»
7. «Tiger»
8. «I Wonder (Departure)»
9. «Another Town, Another Train[en]»
10. «Our Last Summer[en]»
11. «Kisses Of Fire»
12. «Slipping Through My Fingers[en]»

## Позиції в хіт-парадах
Number Ones непогано продавався в Новій Зеландії, протримавшись 3 тижні (з 8 січня 2007) в альбомних хіт-парадах і отримавши статус «золотого», а також один тиждень в Тайвані. У Великій Британії вищої позицією стала 15-а, в Австралії — 36-а. Таким чином, Number Ones став першим альбомом ABBA, що потрапили в топ-50 після випуску фільму Mamma Mia!.